# Mauricio Isla
Mauricio Aníbal Isla Isla (* 12. Juni 1988 in Buin) ist ein chilenischer Fußballspieler. Der Defensivspezialist wurde über 140 Mal in der Nationalmannschaft eingesetzt.

## Karriere

### Verein
Isla wurde in der Nachwuchsabteilung des chilenischen Klubs CD Universidad Católica ausgebildet. Damals wurde er noch oft als Stürmer eingesetzt, doch seine Trainer sahen in später auf Grund seiner Größe eher im Defensivbereich einer Mannschaft. 2007 rückte Isla in den Erwachsenenbereich auf. Im Sommer 2007, als Isla bei der U-20-WM in Kanada spielte, wurde er von verschiedenen europäischen beobachtet. Letztlich sicherte sich bald darauf der italienische Klub Udinese Calcio die Dienste des Jungspielers. Dort wurde er endgültig auf die Position des Außenverteidigers umgeschult. Am 19. Dezember 2007 gab Isla sein Debüt in der Coppa Italia, im Spiel gegen die US Palermo. Seit diesem Zeitpunkt spielte er immer regelmäßiger und wurde auf den verschiedensten Positionen im Defensivbereich eingesetzt. In der Saison 2008/09 rückte Isla zum Stammspieler auf und kam in der Liga auf 32 Einsätze.
Im Sommer 2012 wechselte er zum italienischen Rekordmeister Juventus Turin. Zur Saison 2016/17 wurde Isla für 4,5 Millionen Euro zum Serie-A-Aufsteiger Cagliari Calcio transferiert.
Im Juli 2017 wechselte Mauricio Isla ablösefrei zu Fenerbahçe Istanbul, wo er sein Debüt am 12. August 2017 beim 2:2 bei Göztepe Izmir machte. 2020 wechselte er im August, dann ging er zurück in seine Heimat. Hier unterzeichnete er einen Kontrakt bis Ende 2022 bei Flamengo Rio de Janeiro. Am 25. Februar 2021 konnte Isla mit dem Klub die Meisterschaft 2020 gewinnen. In dieser trat er in 29 Spielen an und erzielte zwei Tore. 
Im Sommer 2022 wechselte er zurück zu seinem Jugendverein CD Universidad Católica.

### Nationalmannschaft
2007 war Isla Teil der U-20 Chiles bei der U-20-Südamerikameisterschaft. Im gesamten Turnierverlauf verlor die Mannschaft nur zwei von neun Spielen und wurde damit vierter. Isla machte dabei durch gute Leistungen auf sich aufmerksam. Durch den vierten Rang qualifizierte sich das Team für die U-20-Junioren-Weltmeisterschaft im gleichen Jahr in Kanada. Chile drang bis ins Halbfinale vor, musste sich aber vom späteren Weltmeister Argentinien geschlagen geben. Das Spiel um Platz drei entschied man dann wieder für sich. Isla kam im gesamten Wettbewerb in jeder Partie zum Einsatz und stand stets in der Anfangsformation der Chilenen.
Im September 2007 berief ihn Neutrainer Marcelo Bielsa in den Kader für die A-Nationalmannschaft für ein Freundschaftsspiel gegen die Schweiz. In dieser Partie lief Isla in der Startformation auf und gab somit sein Debüt. In der Folgezeit wurde der Allrounder regelmäßig in das Aufgebot berufen. Nachdem Chile die Qualifikation zur Weltmeisterschaft 2010 in Südafrika geschafft hatte, wurde Isla im Mai 2010 in deren Kader berufen.
Auch bei der WM 2014 in Brasilien war Isla im Kader. 2018 jedoch schafften es die Chilenen nicht einmal in die Gruppenphase der WM.

## Erfolge

### Verein
Juventus Turin
- Italienischer Supercupsieger: 2012, 2013, 2015
- Italienischer Meister: 2012/13, 2013/14, 2015/16

Flamengo
- Brasilianischer Meister: 2020
- Supercopa do Brasil: 2021

### Nationalmannschaft
- U-20-Weltmeisterschaft: 3. Platz 2007
- Copa-América-Sieger: 2015, 2016

## Auszeichnungen
- Bola de Prata: 2020[5]